# Quaestiones naturales
Quaestiones naturales ist ein Werk über naturwissenschaftliche Themen, das der englische Gelehrte Adelard von Bath im 12. Jahrhundert vermutlich zwischen 1111 und 1116 in mittellateinischer Sprache verfasste. Adelard gehörte zur Schule von Chartres. Allerdings lehrte er nicht an der Domschule von Chartres, sondern zählte zu einer Gruppe einflussreicher Gelehrter, wie etwa Thierry von Chartres und Wilhelm von Conches, die eine einheitliche philosophische Grundhaltung und ihren Schwerpunkt in Chartres hatten. Er wurde auch von der in dieser Gruppe herrschenden Neigung erfasst, neue wissenschaftliche Übersetzungen von griechisch-arabischen Werken kennenzulernen und begab sich auf eine jahrelange Reise, die ihn über Salerno und Syrakus bis Jerusalem führte, wobei er aber wahrscheinlich kein arabisches Gebiet betrat. Nach der Rückkehr verfasste er die Quaestiones naturales, in die auch auf dieser Reise gewonnene Erfahrungen und Erkenntnisse einflossen.

## Gesamtgestaltung, Aufbau und Inhalt
Das Buch ist als Dialog zwischen Adelard und seinem jugendlichen Neffen gestaltet. In 76 Artikeln folgen auf kurze Verständnisfragen des Neffen längere Ausführungen Adelards und eventuell Rückfragen. Die Schrift wirkt dadurch sehr lebendig, um so mehr, als sich nicht nur der Onkel, sondern auch der Neffe gelegentlich ironisch äußern (ita esse nec necesse nec impossibile est, das mag so sein, notwendig oder  unmöglich ist es nicht (Artikel X)).
Die Artikel behandeln Pflanzen, Tiere, physiologische und psychologische Eigenschaften der Menschen, Meteorologie und Astronomie. Keines dieser Themen wird umfassend und systematisch dargestellt, vielmehr werden interessierende, aber auch spitzfindige Fragen behandelt:
- (Artikel XIII) ob Tiere eine Seele haben ?
- (Artikel XX) an welchem Teil des Kopfes die Männer kahl werden ? an der Stirnregion, weil dort die aufsteigende Wärme aus dem Magen die Poren öffnet[7]
- (Artikel XXXXI) warum du dich, wenn du nach einem leprosus mit einer Frau zusammenkommst, mit der Krankheit ansteckst, jene aber selten ?
- (Artikel XXXXIII) warum alle Menschen sterben ?
- (Artikel LII) wodurch das Meer vor und zurück fließt ? überraschenderweise beschreibt Adalbert nicht den Einfluss des Mondes, der durch das Werk des Beda Venerabilis bekannt war[8]
- (Artikel LXXII) wegen welcher Notwendigkeit (necessitas vel ratione) sich Sonne, Mond und Planeten auch gegen die Richtung der Fixsternsphäre bewegen ?
- (Artikel LXXVI) ob der aplanon (Fixsternsphäre, Weltfeste) als belebt oder gar als Gott bezeichnet werden könne ? gegenüber dieser, von vielen antiken philosophischen Systemen vertretenen, Meinung findet Adelard zu einer klaren Abgrenzung des christlichen Gottesgedanken[9]

## Überlieferung und Weiterleben
Die weite Verbreitung der Schrift im Mittelalter zeigt sich in den etwa 20 überkommenen Handschriften, die häufig auch die Naturales quaestiones des Seneca enthalten. Beeinflussung lässt sich in den Werken mehrerer Philosophen und Wissenschaftler nachweisen, zitiert wurde er u. a. von Vinzenz von Beauvais und Roger Bacon. Bereits 1475 wurde die Schrift in Löwen gedruckt.

## Textausgabe
- Martin Müller: Die Quaestiones naturales des Adelardus von Bath in Beiträge zur Geschichte der Philosophie und Theologie des Mittelalters, Münster i. W. 1934.